# Josef Kranemann
Josef Kranemann (ur. 26 czerwca 1912 w Wethmar, zm.?) – zbrodniarz hitlerowski, jeden z funkcjonariuszy SS pełniących służbę w niemieckich obozach koncentracyjnych.
Od września 1943 pełnił służbę jako sierżant sztabowy komendantury, SS-Unterscharführer, w obozie Auschwitz-Birkenau III.
Pełnił służbę w obozie Mauthausen-Gusen.
18 grudnia 1946 został wydany przez Amerykanów Polsce. Skazany 22 grudnia 1948 przez polski sąd na dożywotnie pozbawienie wolności. Z więzienia Kranemanna zwolniono 14 czerwca 1956.